# Schloss Ettelried

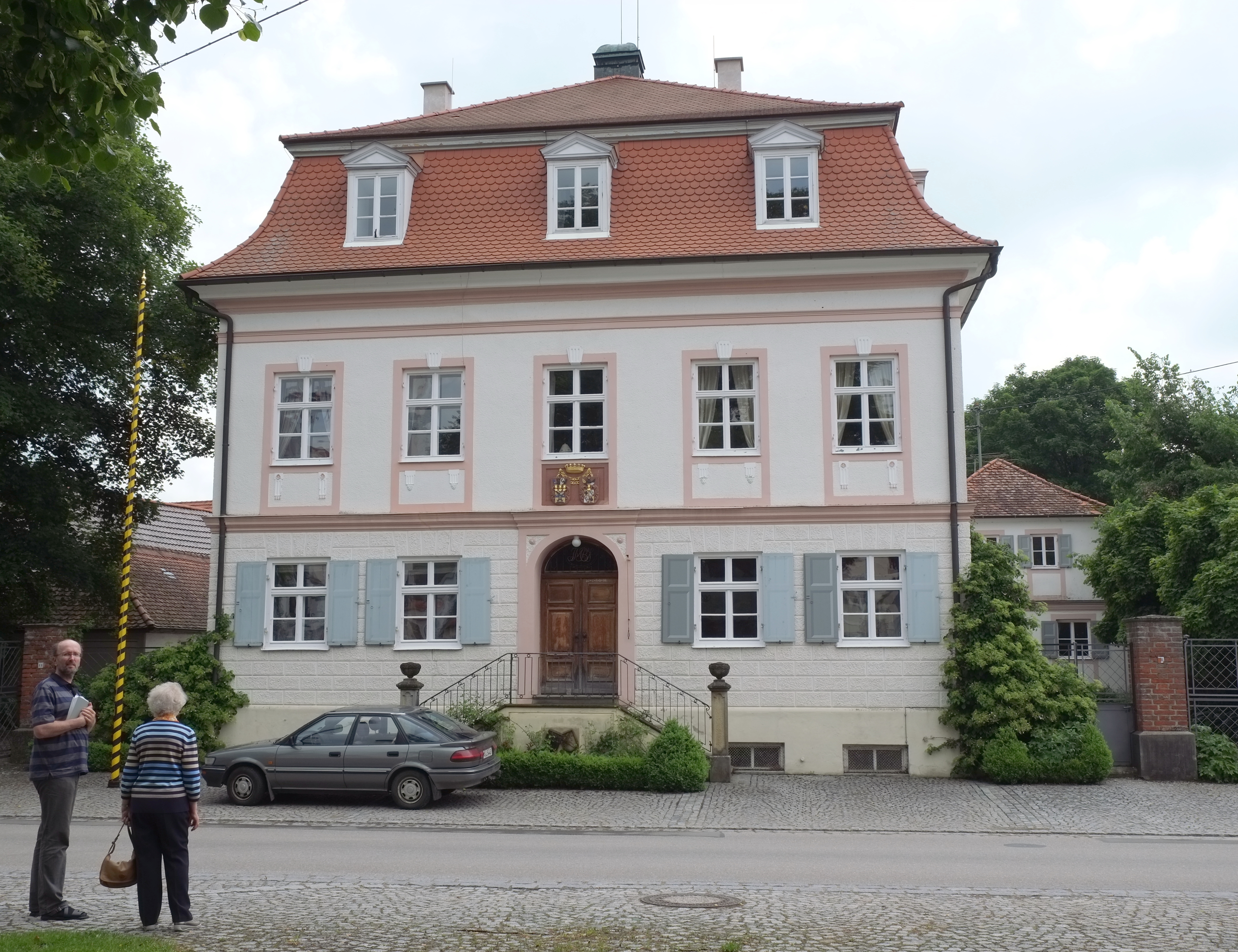
Schloss Ettelried

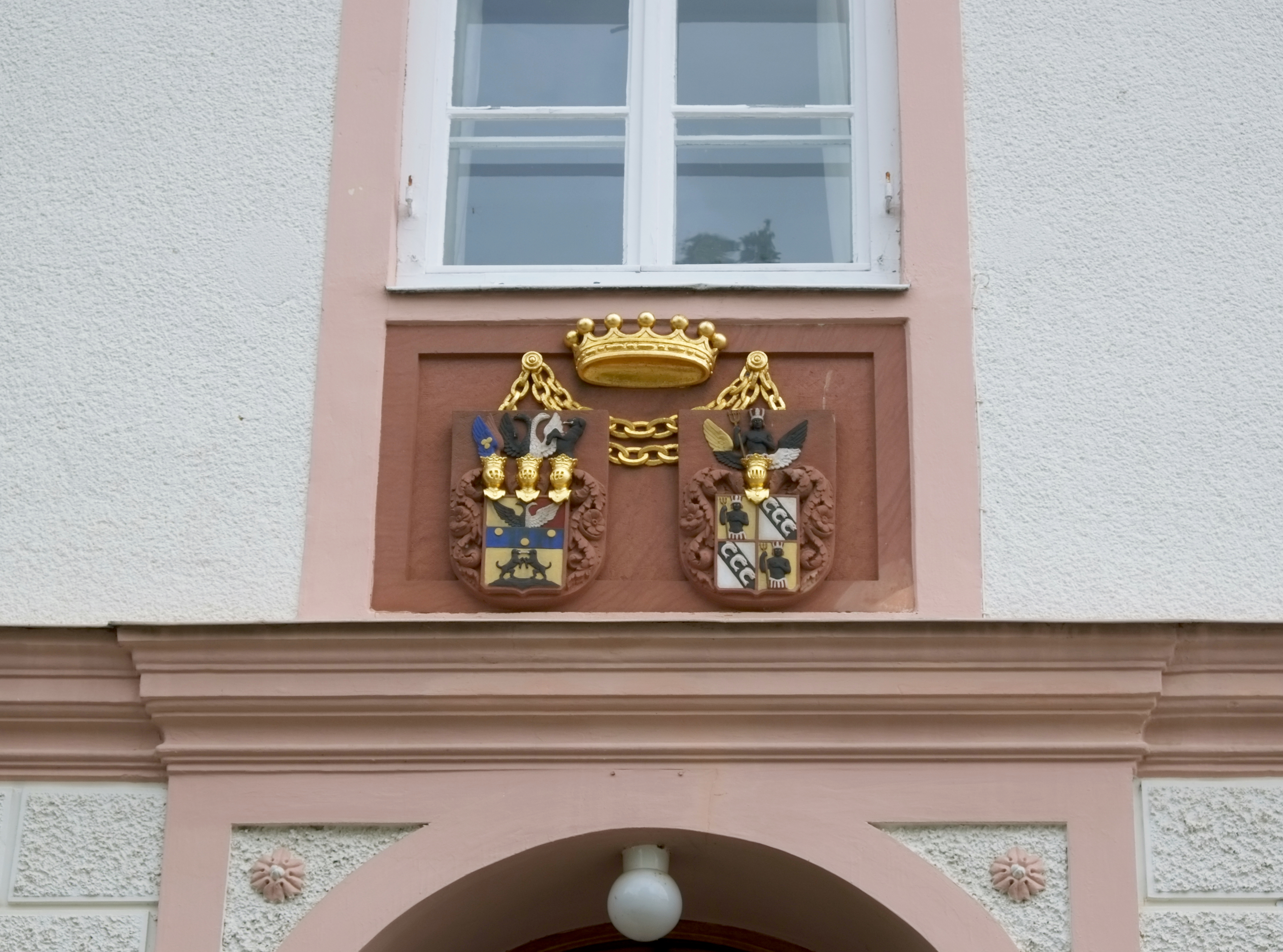
Allianzwappen Schnurbein-Schwarz

Das Schloss in Ettelried, einem Ortsteil der Gemeinde Dinkelscherben im schwäbischen Landkreis Augsburg, wurde 1792 errichtet. Das Schloss an der Von-Schnurbein-Straße 11 ist ein geschütztes Baudenkmal.

## Baubeschreibung
Das zweigeschossige Gebäude mit Mansardwalmdach wurde im Stil eines klassizistischen Landschlösschens errichtet. An der Nordseite befindet sich ein Treppenanbau, im Westen eine gegenläufige Treppe mit vasenbekrönten Pfeilern. Unter den Fenstern des Obergeschosses sind in Putzfeldern Triglyphengehänge zu sehen. Über dem Portal, das über eine Freitreppe zu erreichen ist, befindet sich das Allianzwappen Schnurbein-Schwarz.